# کریمه لوزانو
کریمه لوزانو (انگلیسی: Karyme Lozano؛ زادهٔ ۳ آوریل ۱۹۷۸) بازیگر اهل مکزیک است. وی از سال ۱۹۹۴ میلادی تاکنون مشغول فعالیت بوده است.
از فیلم‌ها یا برنامه‌های تلویزیونی که وی در آن نقش داشته است می‌توان به برای شکوه بزرگتر اشاره کرد.

## فیلم شناسی
| سال  | عنوان                       | نقش                  | یادداشت     |
| ---- | --------------------------- | -------------------- | ----------- |
| 2003 | El hecho imposible          |                      |             |
| 2003 | شب زنانه                    | پلیس زن              |             |
| 2004 | Desnudos                    | دیانا                |             |
| 2004 | باندیدو                     | روزالیا              |             |
| 2009 | پپه و سانتو در مقابل آمریکا | ایزابل               |             |
| 2012 | کریستیادا                   | دونا ماریا دل ریو    |             |
| 2014 | پسر خدا                     | سانتا کلودیا پروکولا | نسخه مکزیکی |